# Saenai Heroine no Sodatekata
Saenai Heroine no Sodatekata (冴えない彼女の育てかた, Saenai Hiroin no Sodatekata, litt. « Comment éduquer une petite amie (héroïne) ennuyeuse »), aussi connu sous le titre Saekano (冴えカノ), est une série japonaise de light novel écrite par Fumiaki Maruto et illustrée par Kurehito Misaki et éditée par Fujimi Shobo dans sa collection Fujimi Fantasia Bunko entre juillet 2012 et octobre 2017. Une adaptation en série télévisée d'animation est diffusée entre janvier et mars 2015 au Japon sur la chaîne Fuji TV dans sa case-horaire noitaminA et en simulcast dans les pays francophones sur Crunchyroll,. Une seconde saison est diffusée entre avril et juin 2017. Un film d'animation est sorti le 26 octobre 2019.

## Synopsis
Un beau jour Tomoya Aki, un lycéen otaku, croise une magnifique fille en ville. Cette rencontre lui donne l'envie de créer son propre jeu de drague (appelé Galge) où l'héroïne principale serait une fille ressemblant beaucoup à celle rencontrée en ville. Tomoya persuade quelques amies aux caractères assez spéciaux de l'aider comme Eriri Spencer Sawamura, membre d'un club d'art, ou Utaha Kasumigaoka, la plus intelligente des élèves de l'école. Entre-temps, Tomoya découvre que cette sublime et mystérieuse fille n'est autre que Megumi Katō, une camarade de classe qu'il trouve banale et au caractère ennuyeux. Mais il reste dévoué et déterminé à ce que ce soit cette fille qui soit l'héroïne de son jeu. Toutefois, cela ne sera pas facile, il devra la transformer de fille banale et sans intérêt à petite amie parfaite pour son jeu de drague !

## Personnages

### Personnages principaux
Les personnages principaux sont membres d'un groupe dōjin appelé Blessing Software. Leur but est de produire un visual novel dont l'héroïne principale est modelée sur Megumi.
Tomoya Aki (安芸 倫也, Aki Tomoya)
Voix japonaise : Yoshitsugu Matsuoka,
Tomoya est le narrateur incertain du light novel. Il est étudiant en classe 2-B de l'Académie Toyogasaki. En tant qu'otaku, il aime lire des mangas et des light novel, regarder des animes et jouer à des galges. Avec son amie d'enfance Eriri et l'étudiante romancière Utaha, il commence un projet de visuel novel où il recrute Megumi Katō. Il sert de producteur, de réalisateur et de programmeur pour Blessing Software, et gère le groupe musical de Michiru « Icy Tail ».
Megumi Katō (加藤 恵, Katō Megumi)
Voix japonaise : Kiyono Yasuno,
Megumi est la camarade de classe de Tomoya et le rôle-titre de la série, qui, malgré sa belle apparence, est si ordinaire qu'elle ne se démarque pas du tout. Elle connaît peu de chose sur la culture otaku mais ne garde pas pour autant ses distances avec Tomoya. Son attitude envers Tomoya est souvent décrite comme celle envers une personne ordinaire, mais elle est très proche de lui. Elle est le modèle d'inspiration et de travail de Meguri, une des principales héroïnes du jeu de Blessing Software. Plus tard, elle commence à apprendre et à aider avec la programmation.
Eriri Spencer Sawamura (澤村・スペンサー・英梨々, Sawamura Supensā Eriri)
Voix japonaise : Saori Ōnishi,
La meilleure amie d'enfance de Tomoya est une étudiante de la classe 2-G et la peintre la plus prometteuse du club d'art. Née d'un père britannique et d'une mère japonaise, elle a des cheveux blonds coiffés en couettes. Elle est très populaire à l'école, agissant comme une femme raffinée, mais possède un mode de vie secret d'otaku pour jouer à des jeux vidéo partagés avec Tomoya et réalise des mangas pour adultes sous le pseudonyme Eri Kashiwag (柏木 エリ, Kashiwagi Eri) dans un groupe appelé « Egoistic-Lily ». Tomoya la recrute pour être l'illustratrice du jeu de Blessing Software. Tomoya la décrit comme une beauté stupéfiante, mais en retirant sa personnalité de surface, elle a un caractère cruel, de sadique, à la fois passionné et brutal. Elle est amoureuse de Tomoya depuis son enfance.
Utaha Kasumigaoka (霞ヶ丘 詩羽, Kasumigaoka Utaha)
Voix japonaise : Ai Kayano,
Utaha est une étudiante de la classe 3-C et une jeune romancière prometteuse sous le nom de plume de Utako Kasumi (霞 詩子, Kasumi Utako). Son premier light novel, Koisuru Metronome, a été publié dans la collection « Fushikawa Fantastic Bunko » et vendu à plus de 500 000 exemplaires. Elle est à la fois intelligente et belle et est l'élève la plus brillante de l'école. La plupart des étudiants sont émerveillés en la voyant. Tomoya la décrit comme une jeune femme ayant de longs cheveux noirs de nature sans expression et tranquille ce qui lui donne l'apparence d'une beauté, mais parle de manière rude et critique. Elle appelle Tomoya Rinri-kun (倫理君, litt. « M. Éthique »), après qu'il a rejeté sa suggestion de lire le dernier volume de Koisuru Metronome avant sa publication. Elle développe des sentiments pour Tomoya au fur et à mesure que la série progresse. Elle est la scénariste du jeu de Blessing Software.
Michiru Hyōdō (氷堂 美智留, Hyōdō Michiru)
Voix japonaise : Sayuri Yahagi,
Michiru est la cousine de Tomoya. Elle est étudiante dans la classe 3, en deuxième année du lycée pour fille Tsubaki. Elle est une fille aux multiples talents à l'exception de sa mauvaise performance à l'école. Elle est bonne à presque tout et ne s'accroche à rien pour longtemps, mais elle a été absorbée dans ses chansons préférées et partition à la guitare dans le groupe « Icy Tail » l'année précédente. Michiru avait un préjugé contre la culture otaku et n'était pas content que Tomoya soit un otaku jusqu'à ce que les membres de son groupe aient révélé qu'elles étaient tous otaku. Michiru compose la musique pour le jeu de Blessing Software.
Izumi Hashima (波島 出海, Hashima Izumi)
Voix japonaise : Chinatsu Akasaki,
Izumi est une étudiante de la classe 3-A au collège Honoda et a deux ans de moins que Tomoya. Elle est une otaku et membre du cercle dōjin « Fancy Wave » (ファンシーウェーブ, Fanshī Wēbu). C'est par l'influence de Tomoya qu'elle s'est intéressée à la culture otaku. Elle est profondément reconnaissante à Tomoya pour cela. Elle a aimé Little Love Rhapsody (リトルラブ・ラプソディ, Ritoru Rabu Rapusodī), une série de jeux vidéo otome sorti par Sonar (une parodie de Sony), depuis que Tomoya lui a acheté Little Love Rhapsody 2 et une console PlayStation Portable pour son anniversaire. Il y a une rivalité entre Eriri et Izumi, alors Izumi a décidé de se rivaliser avec Eriri au prochain Comiket d'hiver. Izumi a décidé d'être l'illustratrice pour le cercle dōjin de son frère Iori « Rouge en rouge ».

### Groupes et personnages secondaires

#### Rouge en Rouge
Un cercle dōjin bien connu qui prévoit de lancer le jeu Towa to Setsuna no Évangile (永遠と刹那のエヴァンジル, Towa to setsuna no ebanjiru, litt. « L'évangile de l'éternité et du moment ») avec les illustrations d'Izumi pour le prochain Comiket d'hiver.
Iori Hashima (波島 伊織, Hashima Iori)
Voix japonaise : Tetsuya Kakihara,
Le frère d'Izumi et le représentant du groupe.
Akane Kosaka (紅坂 朱音, Kōsaka Akane)
Voix japonaise : Hitomi Nabatame
Une artiste manga et la fondatrice du groupe.

#### Fushikawa Shoten
Fushikawa Shoten (不死川書店) est une société d'édition qui a sa propre collection de light novel Fushikawa Fantastic Bunko (不死川ファンタスティック文庫).
Sonoko Machida (町田 苑子, Machida Sonoko)
Voix japonaise : Houko Kuwashima
Elle est l'une des éditrices de la société qui publie les light novel d'Utaha.

#### Icy Tail
Icy Tail (アイシー・テール, Aishī Tēru) est un groupe musical de composé uniquement de filles, toute principalement d'amatrices de la culture otaku. Ses membres incluent Michiru Hyōdō à la guitare;
Tokino Himekawa (姫川 時乃, Himekawa Tokino)
Voix japonaise : Eri Suzuki
Une petite fille qui joue aussi de la guitare ;
Echika Mizuhara (水原 叡智佳, Mizuhara Echika)
Voix japonaise : Rui Tanabe
Elle joue de la basse ;
Ranko Morioka (森丘 藍子, Morioka Ranko)
Voix japonaise : You Daichi
Ranko s'occupe de la batterie.

#### Autres personnages
Keiichi Katō (加藤 圭一, Katō Keiichi)
Voix japonaise : Sōma Saitō
Keiichi est le cousin de Megumi. Il est étudiant à l'école de médecine Johoku.
Sayuri Sawamura (澤村 小百合, Sawamura Sayuri)
Voix japonaise : Mai Nakahara
Sayuri est la mère d'Eriri. Il s'est avéré qu'elle est une fujoshi.
Yoshihiko Kamigo (上郷 喜彦, Kamigō Yoshihiko)
Voix japonaise : Yuuma Uchida
Yoshihiko est un ami de Tomoya.

#### Personnages deCherry Blessing
Cherry Blessing (cherry blessing 〜巡る恵みの物語〜, Cherī Buresshingu - Meguru Megumi no monogatari, litt. « La Bénédiction des cerises: l'histoire de la réincarnation d'une bénédiction ») est le nom du visuel novel que le groupe Blessing Software développe.
Seiji Azumi (安曇 誠司, Azumi Seiji)
Seiji est le principal protagoniste. Il est une réincarnation de Soma et a des souvenirs vagues de ses ancêtres. Il est basé sur Tomoya.
Soma Hinoe (丙 双真, Hinoe Sōma)
Soma est l'arrière-grand-père de Seiji. Il a hérité de la capacité surnaturelle de se rappeler ce que ses ancêtres ont vécu, et il a donc de vifs souvenirs d'ancêtres éloignés.
Meguri Kano (叶 巡璃, Kanō Meguri)
Meguri est l'une des deux héroïnes principales. Elle est la camarade de classe de Seiji. Elle est une réincarnation de Ruri et a des souvenirs vagues de ses ancêtres. Elle est modelée sur Megumi.
Ruri Hinoe (丙 瑠璃, Hinoe Ruri)
Ruri est l'une des deux héroïnes principales. Elle est l'arrière-grand-mère de Meguri. Elle est la sœur de Soma et sa fiancée. Elle l'aime profondément. Elle a hérité de la capacité surnaturelle de se rappeler ce que ses ancêtres ont vécu, et elle a donc de vifs souvenirs d'ancêtres éloignés. Sa personnalité est modelée sur celle d'Utaha.
Kirari Spider Kawamura (河村・スパイダー・きらり, Kawamura Supaidā Kirari)
Kirari est l'une des héroïnes. Elle est l'amie d'enfance de Seiji. Elle est modelée sur Eriri.
Kaho Hibarigaoka (雲雀ヶ丘 歌穂, Hibarigaoka Kaho)
Kaho est l'une des héroïnes. Elle appelle Seiji Seijitsu-kun (誠実君, litt. « M. Sincère »). Elle est modelée sur Utaha.
Miharu Endo (炎藤 美晴留, Endō Miharu)
Miharu est l'une des héroïnes. Elle est la cousine de Seiji. Elle est calquée sur Michiru.

## Productions et supports

### Light novel
La série de light novel est écrite par Fumiaki Maruto avec des illustrations de Kurehito Misaki. Le premier tome est publié le 20 juillet 2012 par Fujimi Shobo. Annoncé à mi-mars 2017, le treizième tome est le dernier de la série, celui-ci est publié le 20 octobre 2017.
Une série spin-off également écrite par Fumiaki Maruto et illustrée par Kurehito Misaki est éditée par Fujimi Shobo dans sa collection Fujimi Fantasia Bunko. Le premier tome est publié le 20 février 2015 et un troisième tome est sorti le 20 juin 2017.
Saenai Heroine no Sodatekata After est la suite de la série distribuée aux spectateurs de Saenai Heroine no Sodatekata fine sous la forme de sept histoires différentes sur une période de sept semaines ; l'édition de la première semaine du roman a pour sous-titre One Year Later.

#### Liste des tomes

##### Saenai Heroine no Sodatekata
| no  | Japonais | Japonais         | Japonais          |
| no  | Titre | Date de sortie   | ISBN              |
| --- | --- | ---------------- | ----------------- |
| 1   | “Ore ga, omae o, mune ga kyunkyun suru yōna mein hiroin ni shiteyaru!” (「俺が、お前を、胸がキュンキュンするようなメインヒロインにしてやる！」)              | 20 juillet 2013  | 978-4-04-071078-5 |
| 2   | Ugokidashita Michiya hikiiru (?) dōjin gyarugē seisaku sākurudaga…… (動き出した倫也率いる（？）同人ギャルゲー制作サークルだが……)                             | 20 novembre 2012 | 978-4-04-071081-5 |
| 3   | Eriri ga hikinuki!? Soshite shin hiroin tōjō!? Haran no dai 3-kan!! (英梨々が引き抜き！？ そして新ヒロイン登場！？ 波乱の第３巻！！)                         | 19 mars 2013     | 978-4-04-071090-7 |
| 4   | “Michiru…… ore to issho ni, saikyō no gyarugē o tsukuranai ka?” “………Wa?” (「美智留……俺と一緒に、最強のギャルゲーを作らないか？」「………は？」)                 | 20 juillet 2013  | 978-4-04-071091-4 |
| 5   | Shinario kansei! Daga, soko ni wa aru “sentakushi” ga kakusa rete ite……? (シナリオ完成！だが、そこにはある「選択肢」が隠されていて……？)                      | 20 novembre 2013 | 978-4-04-712956-6 |
| 6   | Sorezore no omoi o nosete, tsuini dōjin gēmu kan se…… are? (それぞれの思いを乗せて、ついに同人ゲーム完せ……あれ？)                                            | 19 avril 2014    | 978-4-04-070096-0 |
| FD  | “Saekano” hiroin to no kobetsu ibento hassei!? Dono hiroin to ￮￮ suru? ("冴えカノ"ヒロインとの個別イベント発生!? どのヒロインと○○する？)                     | 20 août 2014     | 978-4-04-070282-7 |
| 7   | “Nakanaori” “surechigai” “sotsugyō”. Kawaru kankei ga maneku mirai wa……. (「仲直り」「すれ違い」「卒業」。変わる関係が招く未来は……。)                        | 20 décembre 2014 | 978-4-04-070425-8 |
| 8   | Shin gakki kaimaku! Aratana nakamatotomoni, Michiya wa hashiride…… are!? (新学期開幕！新たな仲間とともに、倫也は走り出……あれ！？)                            | 20 juin 2015     | 978-4-04-070426-5 |
| 9   | Tachihadakaru Eriri no kabe. Shōgeki ni furueru de umi o Michiya wa sukueru ka!? (立ちはだかる英梨々の壁。衝撃に震える出海を倫也は救えるか！?)               | 20 novembre 2015 | 978-4-04-070743-3 |
| 10  | Hiroin-tachi (OG fukumu) no omoi to kattō to mizugi o nose, gēmu seisaku gasshuku e!! (ヒロインたち（OG含む）の想いと葛藤と水着をのせ、ゲーム制作合宿へ！！) | 20 juillet 2016  | 978-4-04-070742-6 |
| 11  | Mein hiroin Katō Megumi to no icharabushinario shippitsu kaishi…… no hazu ga!? (メインヒロイン・加藤恵とのイチャラブシナリオ執筆開始……のはずが!?)            | 19 novembre 2016 | 978-4-04-072076-0 |
| 12  | Katō Megumi, meinhiroin jitai!? Sākuru bunretsu no kiki, futatabi—— (加藤恵、メインヒロイン辞退!? サークル分裂の危機、再び——)                                | 18 mars 2017     | 978-4-04-072077-7 |
| 13  | Saenai kanojo to no koi monogatari, tsuini kanketsu! (冴えない彼女との恋物語、ついに完結!)                                                                   | 20 octobre 2017  | 978-4-04-072339-6 |
| FD2 | Bishōjo gēmu seisaku ni seishun o kaketa shōjo-tachi no tsuika ibento! (美少女ゲーム制作に青春を懸けた少女たちの追加イベント！)                              | 20 novembre 2018 | 978-4-04-072944-2 |

##### Saenai Heroine no Sodatekata: Girls Side
| no | Japonais | Japonais        | Japonais          |
| no | Titre | Date de sortie  | ISBN              |
| -- | --- | --------------- | ----------------- |
| 1  | —Koreha, shōnen ga shiru koto no nakatta, futari no shōjo no kakusareta monogatari (——これは、少年が知ることのなかった、二人の少女の隠された物語。) | 20 février 2015 | 978-4-04-070520-0 |
| 2  | Koko ni egaka reru no wa, Katō to Eriri, Futari dake no “ketsumatsu”— (ここに描かれるのは、加藤と英梨々、ふたりだけの「結末」——)                    | 19 mars 2016    | 978-4-04-070840-9 |
| 3  | Bukiyōde junsuina saenai kanojotachi no, koi no monogatari. (不器用で純粋な冴えない彼女たちの、恋の物語。)                                          | 20 juin 2017    | 978-4-04-072338-9 |

### Manga
Un premier manga, adaptation de la série de light novel, a été publié en janvier 2013 dans le magazine de prépublication de manga de Fujimi Shobo, Monthly Dragon Age. Cette première adaptation manga a été compilée en huit volumes tankōbon entre août 2013 et novembre 2016.
Un deuxième manga, Saenai Heroine no Sodatekata: Egoistic-Lily, est publié entre février 2013 et mai 2014 dans le magazine Young Ace, et a été compilé en un total de trois volumes reliés par Kadokawa Shoten entre juillet 2013 et juin 2014,.
Un troisième manga, Saenai Heroine no Sodatekata: Koisuru Metronome, est publié depuis août 2013 dans le magazine Monthly Big Gangan. Le quatrième numéro de 2018 du Big Gangan, publié le 24 mars 2018, a révélé que la série se terminerait dans le prochain numéro qui est sorti le 25 avril 2018. La série a été compilée en dix volumes publiés par Square Enix avril 2014 et juin 2018,.
Un autre spin-off manga intitulé Saenai Heroine no Sodatekata: Girls Side, illustré par Takeshi Moriki, est prépublié dès le 9 septembre 2016 dans le Monthly Dragon Age, cette quatrième série adapte le light novel du même nom. Cette adaptation s'est conclue avec le dernier chapitre publié le 9 juin 2017, dont le second et dernier volume tankōbon est publié le 7 juillet 2017.

#### Liste des tomes

##### Saenai Heroine no Sodatekata
| no | Japonais         | Japonais          |
| no | Date de sortie   | ISBN              |
| -- | ---------------- | ----------------- |
| 1  | 9 août 2013      | 978-4-0471-2893-4 |
| 2  | 9 avril 2014     | 978-4-04-070081-6 |
| 3  | 9 septembre 2014 | 978-4-04-070340-4 |
| 4  | 9 janvier 2015   | 978-4-04-070341-1 |
| 5  | 9 juin 2015      | 978-4-04-070598-9 |
| 6  | 5 décembre 2015  | 978-4-04-070599-6 |
| 7  | 9 juin 2016      | 978-4-04-070914-7 |
| 8  | 19 novembre 2016 | 978-4-04-072080-7 |

##### Saenai Heroine no Sodatekata: Egoistic-Lily
| no | Japonais        | Japonais          |
| no | Date de sortie  | ISBN              |
| -- | --------------- | ----------------- |
| 1  | 2 juillet 2013  | 978-4-0412-0784-0 |
| 2  | 4 décembre 2013 | 978-4-0412-0999-8 |
| 3  | 4 juin 2014     | 978-4-0412-1089-5 |

##### Saenai Heroine no Sodatekata: Koisuru Metronome
| no | Japonais         | Japonais          |
| no | Date de sortie   | ISBN              |
| -- | ---------------- | ----------------- |
| 1  | 19 avril 2014    | 978-4-7575-3887-0 |
| 2  | 20 août 2014     | 978-4-7575-4402-4 |
| 3  | 20 décembre 2014 | 978-4-7575-4520-5 |
| 4  | 20 juin 2015     | 978-4-7575-4664-6 |
| 5  | 25 décembre 2015 | 978-4-7575-4847-3 |
| 6  | 19 juin 2016     | 978-4-7575-5063-6 |
| 7  | 18 mars 2017     | 978-4-7575-5296-8 |
| 8  | 20 juin 2017     | 978-4-7575-5398-9 |
| 9  | 25 décembre 2017 | 978-4-7575-5563-1 |
| 10 | 25 juin 2018     | 978-4-7575-5729-1 |

##### Saenai Heroine no Sodatekata: Girls Side
| no | Japonais       | Japonais          |
| no | Date de sortie | ISBN              |
| -- | -------------- | ----------------- |
| 1  | 8 avril 2017   | 978-4-04-072210-8 |
| 2  | 7 juillet 2017 | 978-4-04-072350-1 |

### Anime

#### Séries télévisées
L'adaptation en série télévisée d'animation est annoncée en mars 2014. Celle-ci est produite au sein du studio A-1 Pictures avec une réalisation de Kanta Kamei, un scénario de Fumiaki Maruto et des compositions de Hajime Hyakkoku. Elle est initialement diffusée au Japon entre le 9 janvier et le 27 mars 2015 sur Fuji TV dans la case horaire noitaminA. Dans les pays francophones, la série est diffusée en simulcast sur Crunchyroll,.
Une deuxième saison, intitulée Saenai Heroine no Sodatekata Flat (冴えない彼女の育てかた♭, Saenai Hiroin no Sodatekata Furatto, stylisé en « Saenai Heroine no Sodatekata ♭ »), est également diffusée sur noitaminA (Fuji TV) entre le 14 avril et le 23 juin 2017, cette seconde saison est composée de 12 épisodes,. Quant à la deuxième saison, la licence a été obtenue par le service de vidéo à la demande d'Amazon, Anime Strike (en) ; la série est intégrée dans Prime Video après la fermeture du précédent service.

##### Liste des épisodes

###### Première saison
| No | Titre français                            | Titre japonais             | Titre japonais                  | Date de 1re diffusion |
| No | Titre français                            | Kanji                      | Rōmaji                          | Date de 1re diffusion |
| -- | ----------------------------------------- | -------------------------- | ------------------------------- | --------------------- |
| 0  | Épisode sur l'amour et l'adolescence      | 愛と青春のサービス回       | Ai to seishun no sābisu kai     | 9 janvier 2015        |
| 1  | Un prologue bien maladroit                | 間違いだらけのプロローグ   | Machigaidarake no purorōgu      | 16 janvier 2015       |
| 2  | Un club sans filles                       | フラグの立たない彼女       | Furagu no tatanai kanojo        | 23 janvier 2015       |
| 3  | Scène principale, deuxième prise          | クライマックスはリテイクで | Kuraimakkusu wa riteiku de      | 30 janvier 2015       |
| 4  | Budget, délais et nouvelle idée           | 予算と納期と新展開         | Yosan to nōki to shin tenkai    | 6 février 2015        |
| 5  | Le Rendez-vous manqué                     | すれ違いのデートイベント   | Surechigai no dētoibento        | 13 février 2015       |
| 6  | La nuit de leur choix                     | 二人の夜の選択肢           | Futari no yoru no sentakushi    | 20 février 2015       |
| 7  | Ami, ennemi, ou nouveau personnage ?      | 敵か味方か新キャラか       | Teki ka mikata ka shin kyara ka | 27 février 2015       |
| 8  | Traumatisme du poulain en mode flash-back | 当て馬トラウマ回想モード   | Ateuma torauma kaisō mōdo       | 6 mars 2015           |
| 9  | Une route intime vieille de huit ans      | 八年ぶりの個別ルート       | Hachi-nen-buri no kobetsu rūto  | 13 mars 2015          |
| 10 | Souvenirs et mélodie salvatrice           | 思い出とテコ入れのメロディ | Omoide to tekoire no merodi     | 20 mars 2015          |
| 11 | Récupération des indices, OK !            | 伏線回収準備よし           | Fukusen kaishū junbi yoshi      | 27 mars 2015          |
| 12 | Une fin ordinaire, agitée et mouvementée  | 波乱と激動の日常エンド     | Haran to gekidō no nichijō endo | 27 mars 2015          |

###### Seconde saison
| No | Titre français                                      | Titre japonais             | Titre japonais                           | Date de 1re diffusion |
| No | Titre français                                      | Kanji                      | Rōmaji                                   | Date de 1re diffusion |
| -- | --------------------------------------------------- | -------------------------- | ---------------------------------------- | --------------------- |
| 0  | Fan service de l'amour et du cœur pur               | 恋と純情のサービス回       | Koi to junjō no sābisu Kai               | 7 avril 2017          |
| 1  | Rencontre des deux rivaux ennuyeux                  | 冴えない竜虎の相見えかた   | Saenai ryūko no aimie kata               | 14 avril 2017         |
| 2  | Point de départ réel et sincère                     | 本気で本当な分岐           | Honki de hontō na bunki ten              | 21 avril 2017         |
| 3  | Premier projet, deuxième projet et grande réflexion | 初稿と二稿と大長考         | Shokō to nNikō to daichōkō               | 28 avril 2017         |
| 4  | Nouvelle route de deux nuits et trois jours         | 二泊三日の新ルート         | Ni haku san nichi no shinrūto            | 5 mai 2017            |
| 5  | Date limite ou réveil                               | 締め切りが先か、覚醒が先か | Shimekiri ga saki ka, kakusei ga saki ka | 12 mai 2017           |
| 6  | La date limite enfouie sous la neige                | 雪に埋もれたマスターアップ | Yuki ni umoreta masutāappu               | 19 mai 2017           |
| 7  | Nouveau plan pour la revanche                       | リベンジまみれの新企画     | Ribenji-mamire no shin kikaku            | 26 mai 2017           |
| 8  | Des signes ambigus                                  | フラグを折らなかった彼女   | Furagu o oranakatta kanojo               | 2 juin 2017           |
| 9  | Remise des diplômes et gros développement           | 卒業式と超展開             | Sotsugyōshiki to chō tenkai              | 9 juin 2017           |
| 10 | Et ainsi les rivaux vont défier Dieu                | そして竜虎は神に挑まん     | Soshite ryūko wa kami ni idoman          | 16 juin 2017          |
| 11 | Redémarrage et nouveau début de jeu                 | 再起と新規のゲームスタート | Saiki to shinki no gēmusutāto            | 23 juin 2017          |

##### Musiques
| Saison | Début    | Début                                               | Début       | Fin      | Fin                                                 | Fin              |
| Saison | Épisodes | Titre                                               | Artiste     | Épisodes | Titre                                               | Artiste          |
| ------ | -------- | --------------------------------------------------- | ----------- | -------- | --------------------------------------------------- | ---------------- |
| 1      | 0 - 12   | Kimiiro Signal (君色シグナル, Kimi Shoku Shigunaru) | Luna Haruna | 0 - 12   | Colorful. (カラフル。, Karafuru.)                   | Miku Sawai       |
| 2      | 0 - 11   | Stella Breeze (ステラブリーズ, Sutera Burīzu)       | Luna Haruna | 1 - 10   | Pink Diary (桜色ダイアリー, Sakurairo Daiarī)       | Moso Calibration |
| 2      | 0 - 11   | Stella Breeze (ステラブリーズ, Sutera Burīzu)       | Luna Haruna | 11       | Seishun Prologue (青春プロローグ, Seishun Purorōgu) | Moso Calibration |

#### Film
Il a été annoncé le 3 décembre 2017 qu'un film d'animation est actuellement en cours de production,. L'illustrateur Kurehito Misaki a indiqué lors d'une interview pour le fan book officiel de la série que le prochain film ne serait pas une compilation des précédentes séries d'animation, mais un tout nouveau travail. C'est au cours du Fantasia Bunko Dai Kanshasai 2018, le 21 octobre 2018, qu'il a été révélé que le film s'intitule Saenai Heroine no Sodatekata fine (冴えない彼女の育てかた Fine, Saenai Hiroin no Sodatekata Fīne) et qu'il est produit par le studio d'animation CloverWorks avec le personnel de la série télévisée. Les seiyū reprennent également leurs rôles. Celui-ci est sorti le 26 octobre 2019. Luna Haruna interprète la chanson thème du long-métrage intitulée glory days.

### Jeu vidéo
Dans une annonce sur son site officiel, un jeu d'aventure édité par 5pb. sur la PlayStation Vita est publié le 30 avril 2015. Celui-ci se base essentiellement sur l'anime. Une édition limitée avec un CD de bande originale et une affiche en tissu de taille B2 sera vendu à 8 800 yens (environ 70 €), une édition régulière à 6 800 yens (55 €) et une édition de téléchargement à 6 000 yens (48 €). Les premières copies de toutes les éditions contiendront un code de téléchargement pour un thème original PS Vita personnalisé.
Le jeu, Saenai Heroine no Sodatekata: -blessing flowers-, utilise le logiciel Live2D, qui déplace les personnages avec des images de synthèse mais conserve leur apparence bidimensionnel.

### Annotations
1. ↑  Saenai Heroine no Sodatekata est programmée pour la nuit du 8 janvier 2015 à 24 h 50, soit le 9 janvier à 0 h 50 JST.
2. ↑  Saenai Heroine no Sodatekata ♭ programmée pour la nuit du 13 avril 2017 à 24 h 55, soit le 14 avril à 0 h 55 JST.

### Sources
1. ↑  (ja) Fumiaki Maruto, 『冴えない彼女の育てかた FD』, Fujimi Shobo,‎ 20 août 2014, 285 p. (ISBN 978-4-04-070282-7), p. 284
2. 1 2 3  (en) « Saenai Heroine no Sodate-kata Light Novels Get Anime on Noitamina », sur Anime News Network, 21 mars 2014 (consulté le 26 mai 2017)
3. 1 2  GoToon, « Saekano en simulcast sur Crunchyroll », sur Crunchyroll, 7 janvier 2015 (consulté le 19 juin 2017)
4. 1 2  Jérôme Fréau, « Saekano en simucast sur Crunchyroll », sur Animeland, 19 décembre 2014 (consulté le 3 janvier 2015)
5. 1 2  (en) Crystalyn Hodgkins, « Saekano: How to Raise a Boring Girlfriend Anime Film Reveals October 26 Debut, Luna Haruna Theme Song : Haruna previously performed theme songs for franchise's 2 TV anime series », sur Anime News Network, 30 juin 2019 (consulté le 1er juillet 2019)
6. 1 2 3 4 5 6 7  (en) « STAFF&CAST1 », sur Site officiel anglais (consulté le 26 mai 2017)
7. 1 2 3 4 5 6 7  (ja) « STAFF&CAST2 », sur Site officiel japonais (consulté le 26 mai 2017)
8. 1 2 3 4 5  (en) « CHARA », sur Site officiel anglais (consulté le 26 mai 2017)
9. 1 2  (ja) « ドラゴンマガジン », Fujimi Shobo,‎ janvier 2014
10. ↑  (en) « How to Raise A Boring Girlfriend Light Novel Series Ends in 13th Volume », sur Anime News Network, 18 mars 2017 (consulté le 19 mars 2017)
11. ↑  (ja) « 【最終巻】原作「冴えない彼女の育てかた 13巻」は10月に発売するぞおおおおお », sur otakumu.jp,‎ 11 août 2017 (consulté le 12 août 2017)
12. ↑  (en) Alex Mateo, « Saekano Anime Film Gets Sequel Serial Novel as Theater Bonus : Film opens in Japan on Saturday », sur Anime News Network, 24 octobre 2019 (consulté le 26 octobre 2019)
13. ↑  (en) « Saenai Heroine no Sodatekata ~egoistic-lily~ Manga Ends », sur Anime News Network, 28 avril 2014 (consulté le 26 mai 2017)
14. ↑  (en) Rafael Antonio Pineda, « Saenai Heroine no Sodatekata: Koi-suru Metronome Manga Ends on April 25 : Spinoff manga about Utaha Kasumigaoka launched in 2013 », sur Anime News Network, 14 avril 2018 (consulté le 15 avril 2018)
15. ↑  (en) « How to Raise a Boring Girlfriend: Girls Side Manga Ends », sur Anime News Network, 19 juin 2017 (consulté le 19 juin 2017)
16. ↑  (en) « Bunny Drop's Kamei Helms Saenai Heroine no Sodate-kata Anime », sur Anime News Network, 20 avril 2014 (consulté le 26 mai 2017)
17. ↑  (en) « Saekano's TV Anime Sequel to Premiere on Noitamina in April 2017 », sur Anime News Network, 17 mars 2016 (consulté le 26 mai 2017)
18. ↑  (ja) « Blu-ray&DVD&CD », sur Site officiel (consulté le 26 mai 2017)
19. ↑  (en) Karen Ressler, « Amazon's Anime Strike Announces Full Spring Lineup, Premiere Dates : Rage of Bahamut: Virgin Soul, Re:CREATORS, Saekano: How to Raise a Boring Girlfriend Flat added », sur Anime News Network, 5 avril 2017 (consulté le 26 octobre 2019)
20. ↑  (en) Jennifer Sherman, « Amazon Shuts Down Anime Strike Paid Streaming Service : Anime titles now available through Amazon Prime », sur Anime News Network, 5 janvier 2018 (consulté le 26 octobre 2019)
21. ↑  (ja) « Music 1er Saison », sur Site officiel (consulté le 26 mai 2017)
22. ↑  (ja) « Music 2nd Saison », sur Site officiel (consulté le 26 mai 2017)
23. ↑  (en) « Saekano: How to Raise a Boring Girlfriend Anime Gets Theatrical Film », sur Anime News Network, 3 décembre 2017 (consulté le 3 décembre 2017)
24. ↑  Reith Saji, « Le film animation Saenai Heroine no Sodatekata, annoncé », sur adala-news.fr, 3 décembre 2017 (consulté le 3 décembre 2017)
25. ↑  (en) Rafael Antonio Pineda, « Saekano: How to Raise a Boring Girlfriend Film Is Brand-New Anime : Illustrator Kurehito Misaki expressed desire for other adaptations to also reach novels' ending », sur Anime News Network, 21 mars 2018 (consulté le 21 octobre 2018)
26. ↑  (en) Crystalyn Hodgkins, « Saekano: How to Raise a Boring Girlfriend Anime Film Reveals Title, Visual, Fall 2019 Debut : Saenai Heroine no Sodate-kata fine film will feature returning staff, cast », sur Anime News Network, 21 octobre 2018 (consulté le 21 octobre 2018)
27. ↑  (ja) « 『冴えない彼女ヒロインの育てかた Fine（フィーネ）』2019年秋公開！　松岡禎丞さん・安野希世乃さんら出演声優、ティザービジュアル第一弾も解禁 », sur animatetimes.com,‎ 21 octobre 2018 (consulté le 21 octobre 2018)
28. ↑  (en) Alex Mateo, « Saekano: How to Raise a Boring Girlfriend Anime Film Unveils Theme Song Info, Visual : Haruna Luna sing "glory days" theme for Saenai Heroine no Sodate-kata fine », sur Anime News Network, 21 août 2019 (consulté le 23 août 2019)
29. ↑  (ja) « Site officiel de Saenai Heroine no Sodatekata -Blessing Flowers- », 5pb. (consulté le 4 février 2018)

### Œuvres
Édition japonaise
Light novel
Saenai Heroine no Sodatekata
1. 1 2 3  (ja) « 冴えない彼女の育てかた 1 », sur Fujimi Shobo (consulté le 26 mai 2017)
2. 1 2  (ja) « 冴えない彼女の育てかた 2 », sur Fujimi Shobo (consulté le 26 mai 2017)
3. 1 2  (ja) « 冴えない彼女の育てかた 3 », sur Fujimi Shobo (consulté le 26 mai 2017)
4. 1 2  (ja) « 冴えない彼女の育てかた 4 », sur Fujimi Shobo (consulté le 26 mai 2017)
5. 1 2  (ja) « 冴えない彼女の育てかた 5 », sur Fujimi Shobo (consulté le 26 mai 2017)
6. 1 2  (ja) « 冴えない彼女の育てかた 6 », sur Fujimi Shobo (consulté le 26 mai 2017)
7. 1 2  (ja) « 冴えない彼女の育てかた FD », sur Fujimi Shobo (consulté le 26 mai 2017)
8. 1 2  (ja) « 冴えない彼女の育てかた 7 », sur Fujimi Shobo (consulté le 26 mai 2017)
9. 1 2  (ja) « 冴えない彼女の育てかた 8 », sur Fujimi Shobo (consulté le 26 mai 2017)
10. 1 2  (ja) « 冴えない彼女の育てかた 9 », sur Fujimi Shobo (consulté le 26 mai 2017)
11. 1 2  (ja) « 冴えない彼女の育てかた 10 », sur Fujimi Shobo (consulté le 26 mai 2017)
12. 1 2  (ja) « 冴えない彼女の育てかた 11 », sur Fujimi Shobo (consulté le 26 mai 2017)
13. 1 2  (ja) « 冴えない彼女の育てかた12 », sur Fujimi Shobo (consulté le 26 mai 2017)
14. 1 2  (ja) « 冴えない彼女の育てかた13 », sur Fujimi Shobo (consulté le 26 mai 2017)
15. 1 2  (ja) « 冴えない彼女の育てかた FD2 », sur Fujimi Shobo (consulté le 26 octobre 2019)

Saenai Heroine no Sodatekata: Girls Side
1. 1 2 3  (ja) « 冴えない彼女の育てかた Girls Side », sur Fujimi Shobo (consulté le 26 mai 2017)
2. 1 2 3  (ja) « 冴えない彼女の育てかた Girls Side3 », sur Fujimi Shobo (consulté le 26 mai 2017)
3. 1 2  (ja) « 冴えない彼女の育てかた Girls Side2 », sur Fujimi Shobo (consulté le 26 mai 2017)

Manga
Saenai Heroine no Sodatekata
1. 1 2 3  (ja) « 冴えない彼女の育てかた 1 », sur Fujimi Shobo (consulté le 26 mai 2017)
2. 1 2 3  (ja) « 冴えない彼女の育てかた 8 », sur Fujimi Shobo (consulté le 26 mai 2017)
3. 1 2  (ja) « 冴えない彼女の育てかた 2 », Fujimi Shobo (consulté le 25 novembre 2016)
4. 1 2  (ja) « 冴えない彼女の育てかた 3 », Fujimi Shobo (consulté le 25 novembre 2016)
5. 1 2  (ja) « 冴えない彼女の育てかた 4 », Fujimi Shobo (consulté le 25 novembre 2016)
6. 1 2  (ja) « 冴えない彼女の育てかた 5 », Fujimi Shobo (consulté le 25 novembre 2016)
7. 1 2  (ja) « 冴えない彼女の育てかた 6 », Fujimi Shobo (consulté le 25 novembre 2016)
8. 1 2  (ja) « 冴えない彼女の育てかた 7 », Fujimi Shobo (consulté le 25 novembre 2016)

Saenai Heroine no Sodatekata: Egoistic-Lily
1. 1 2 3  (ja) « 冴えない彼女の育てかた～egoistic‐lily～ (1) », sur Kadokawa (consulté le 26 mai 2017)
2. 1 2 3  (ja) « 冴えない彼女の育てかた～egoistic‐lily～ (3) », sur Kadokawa (consulté le 26 mai 2017)
3. 1 2  (ja) « 冴えない彼女の育てかた～egoistic‐lily～(2) », sur Kadokawa (consulté le 25 novembre 2016)

Saenai Heroine no Sodatekata: Koisuru Metronome
1. 1 2 3  (ja) « 冴えない彼女の育てかた 恋するメトロノーム １巻 », sur Square Enix (consulté le 26 mai 2017)
2. 1 2 3  (ja) « 冴えない彼女の育てかた 恋するメトロノーム 10巻 », sur Square Enix (consulté le 26 octobre 2019)
3. 1 2  (ja) « 冴えない彼女の育てかた 恋するメトロノーム 2巻 », sur Square Enix (consulté le 26 mai 2017)
4. 1 2  (ja) « 冴えない彼女の育てかた 恋するメトロノーム 3巻 », sur Square Enix (consulté le 26 mai 2017)
5. 1 2  (ja) « 冴えない彼女の育てかた 恋するメトロノーム 4巻 », sur Square Enix (consulté le 26 mai 2017)
6. 1 2  (ja) « 冴えない彼女の育てかた 恋するメトロノーム 5巻 », sur Square Enix (consulté le 26 mai 2017)
7. 1 2  (ja) « 冴えない彼女の育てかた 恋するメトロノーム 6巻 », sur Square Enix (consulté le 26 mai 2017)
8. 1 2  (ja) « 冴えない彼女の育てかた 恋するメトロノーム 7巻 », sur Square Enix (consulté le 12 août 2017)
9. 1 2  (ja) « 冴えない彼女の育てかた 恋するメトロノーム 8巻 », sur Square Enix (consulté le 12 août 2017)
10. 1 2  (ja) « 冴えない彼女の育てかた 恋するメトロノーム 9巻 », sur Square Enix (consulté le 4 février 2018)

Saenai Heroine no Sodatekata: Girls Side
1. 1 2  (ja) « 冴えない彼女の育てかた Girls Side 1 », sur Fujimi Shobo (consulté le 26 mai 2017)
2. 1 2  (ja) « 冴えない彼女の育てかた Girls Side 2 », sur Fujimi Shobo (consulté le 20 juin 2017)